# Skjálfandi

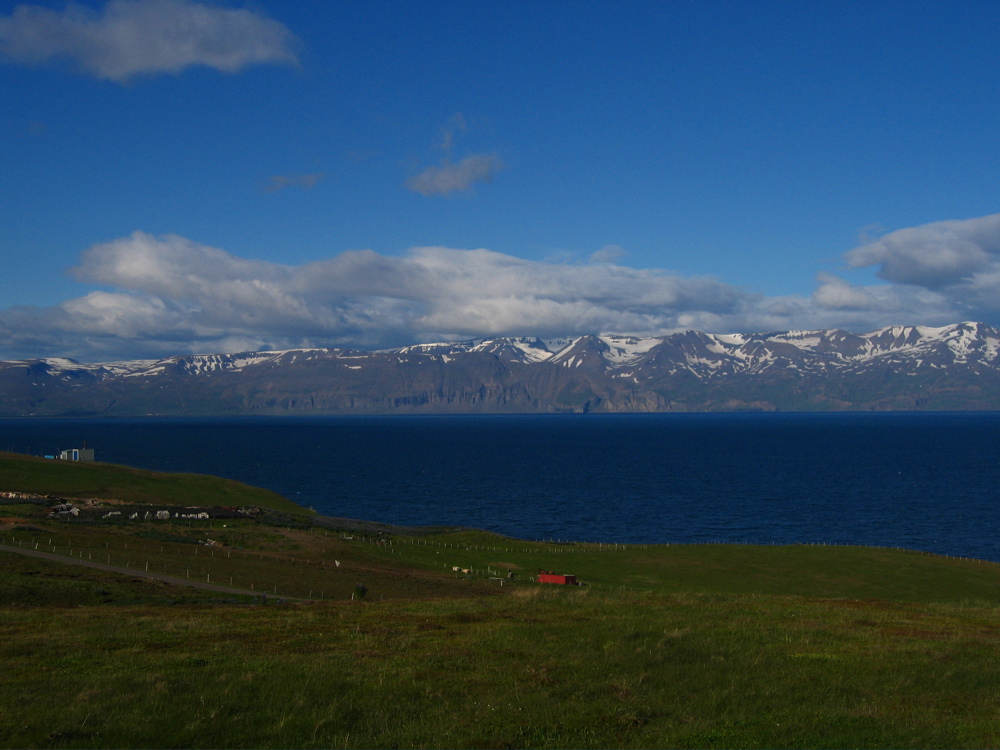
Skjálfandi

Skjálfandi är en bukt på norra Island. Staden Húsavík ligger på stranden ut mot Skjálfandi. Bukten är känd för sina många olika arter av val, delfin och många olika sjöfågelarter.